# 变革 (政党)
变革（德語：Der Wandel）是奥地利的一个左翼政党。该党成立于2012年9月7日。该党的意识形态是平等主义。该党致力于实现经济上的公平分配、机会平等和可持续管理。该党的总部位于维也纳。该党有党员70人。该党是欧洲民主运动2025的成员。该党拥有欧洲左翼党“伙伴”的地位。